# God (cântec de Andreea Bălan)
God este un cântec pop/dance înregistrat de Andreea Bălan și lansat ca single la sfârșitul anului 2009. Acesta vorbește despre o relație de iubire, făcând referire și la Dumnezeu, scoțând în evidență faptul că dragostea se regăsește oriunde și trebuie privită în toate manifestările ei, inclusiv ca și credință. Planurile pentru realizarea unui videoclip au fost anulate.
Poziția obținută de cântec în Romanian Top 100 nu este cunoscută. 